# 거리 공연

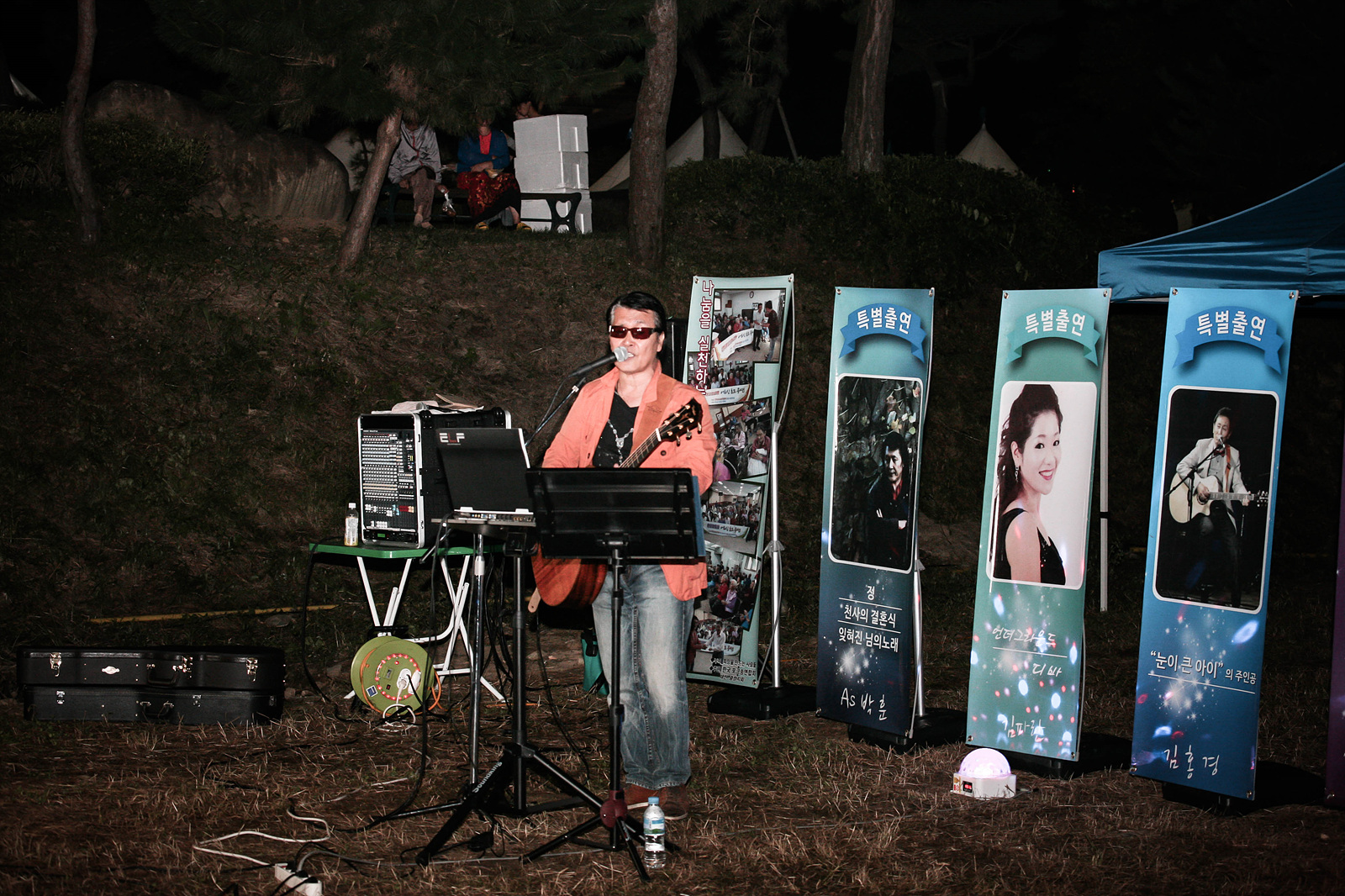
길거리 자선 버스킹(충북 괴산군)을 하는 중인 버스커의 모습

거리 공연( - 公演, 영어: street performance) 또는 버스킹(영어: busking)은 길거리에서 행해지는 공연을 말한다.
'금전적 후원을 목적으로 길거리에서 공연하다.'라는 의미의 버스크(busk)에서 유래된 용어로 거리에서 자유롭게 공연하는 것을 뜻한다. 버스킹하는 공연자를 버스커(busker)라 부르며 버스커들은 악기, 작은 마이크, 휴대용 앰프 등을 들고 다니며 거리 곳곳에서 관객과 소통하며 음악을 즐긴다. 버스킹이 활성화되어 있는 도시로는 프랑스의 파리, 아일랜드의 더블린 등이 있으며 한국에서는 홍대 인근이 활발하다.

## 사진

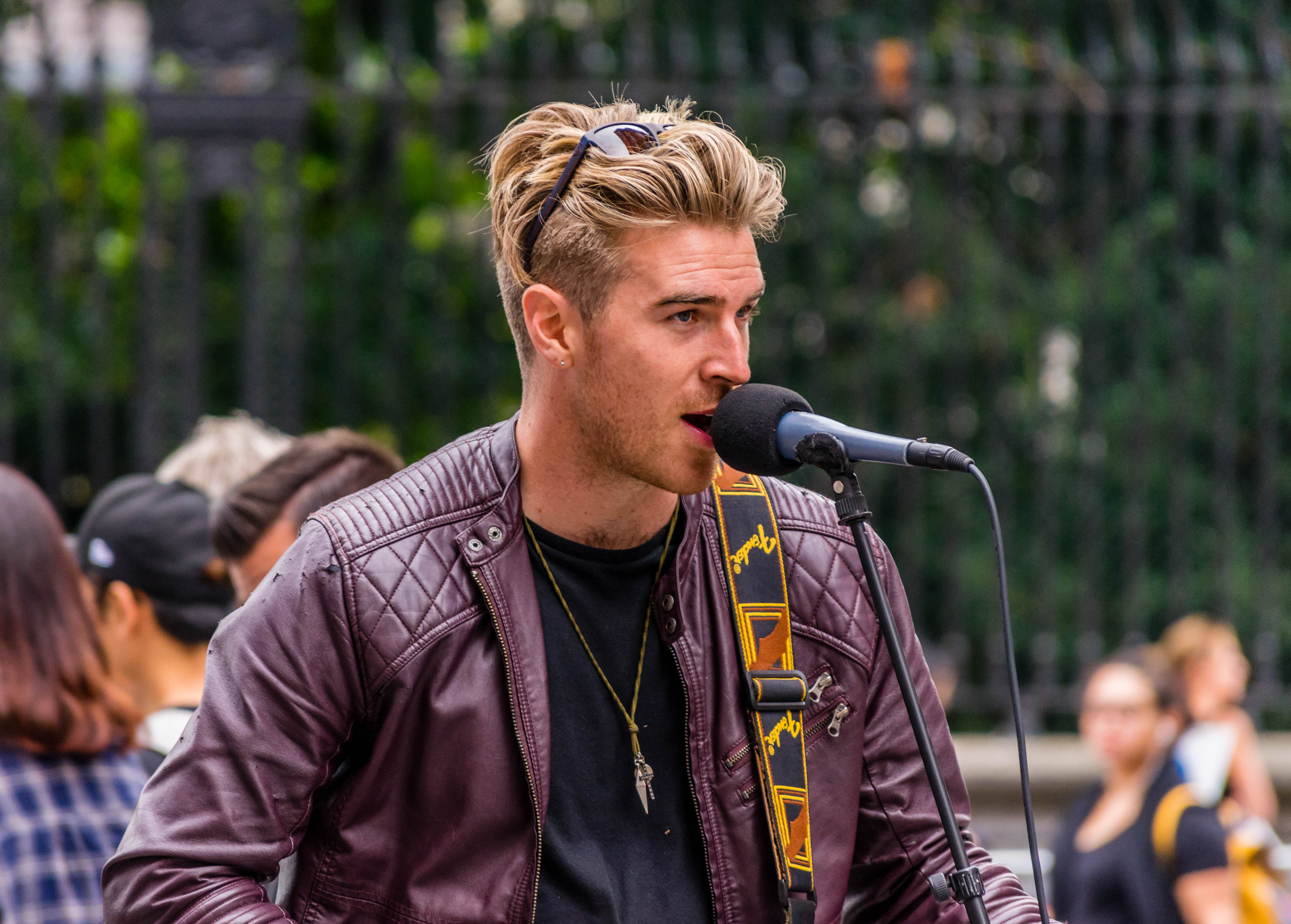
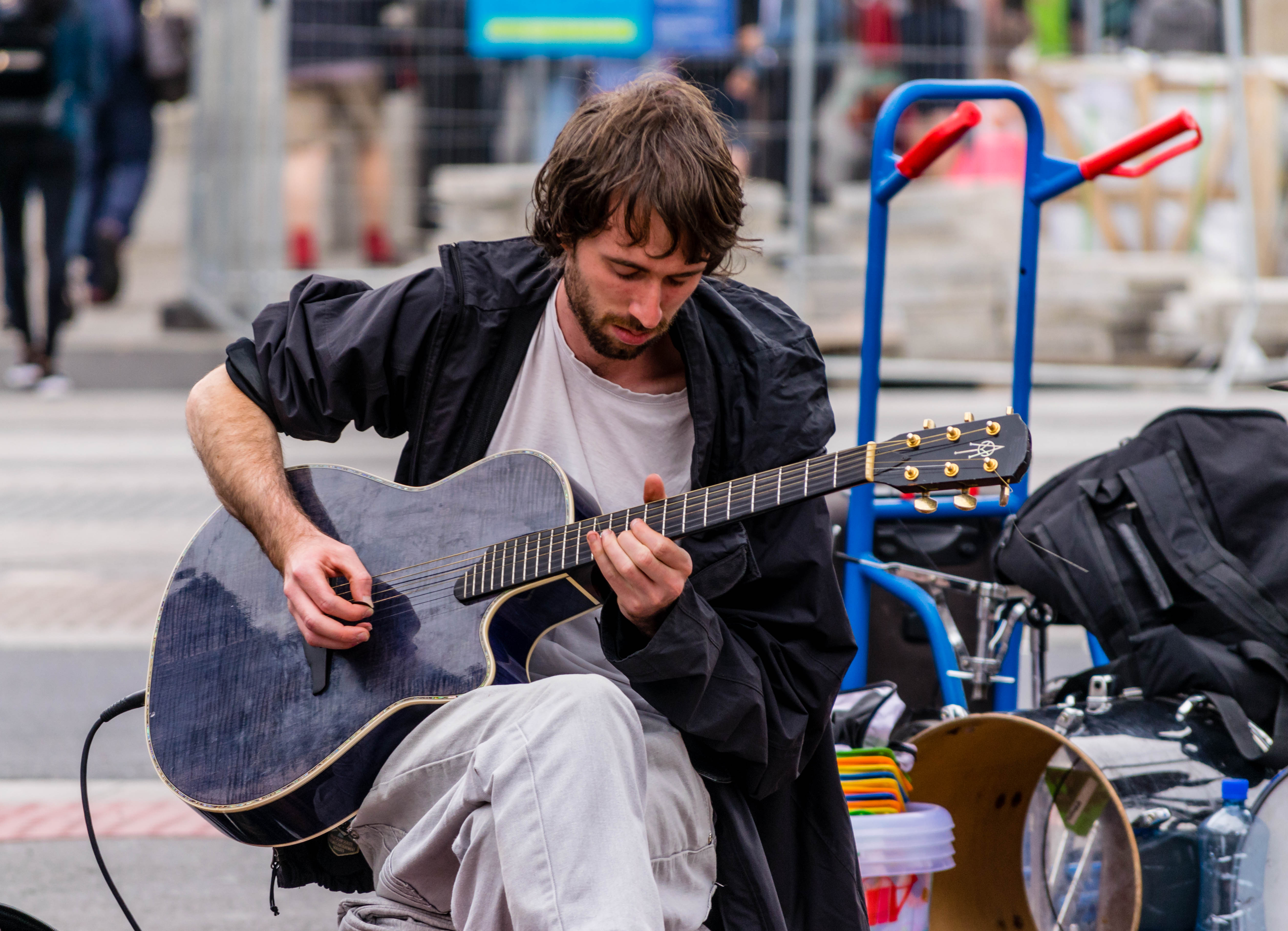
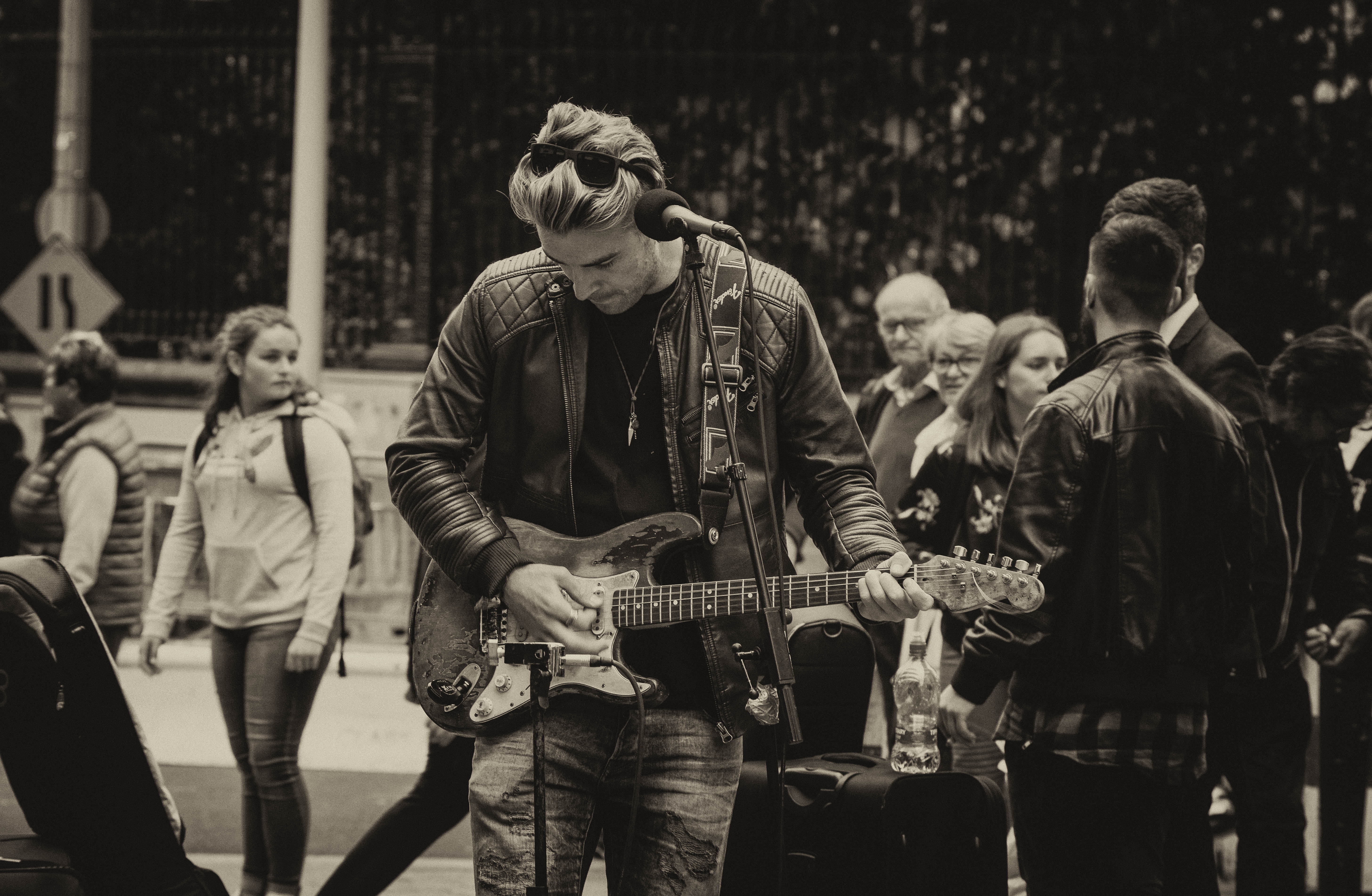
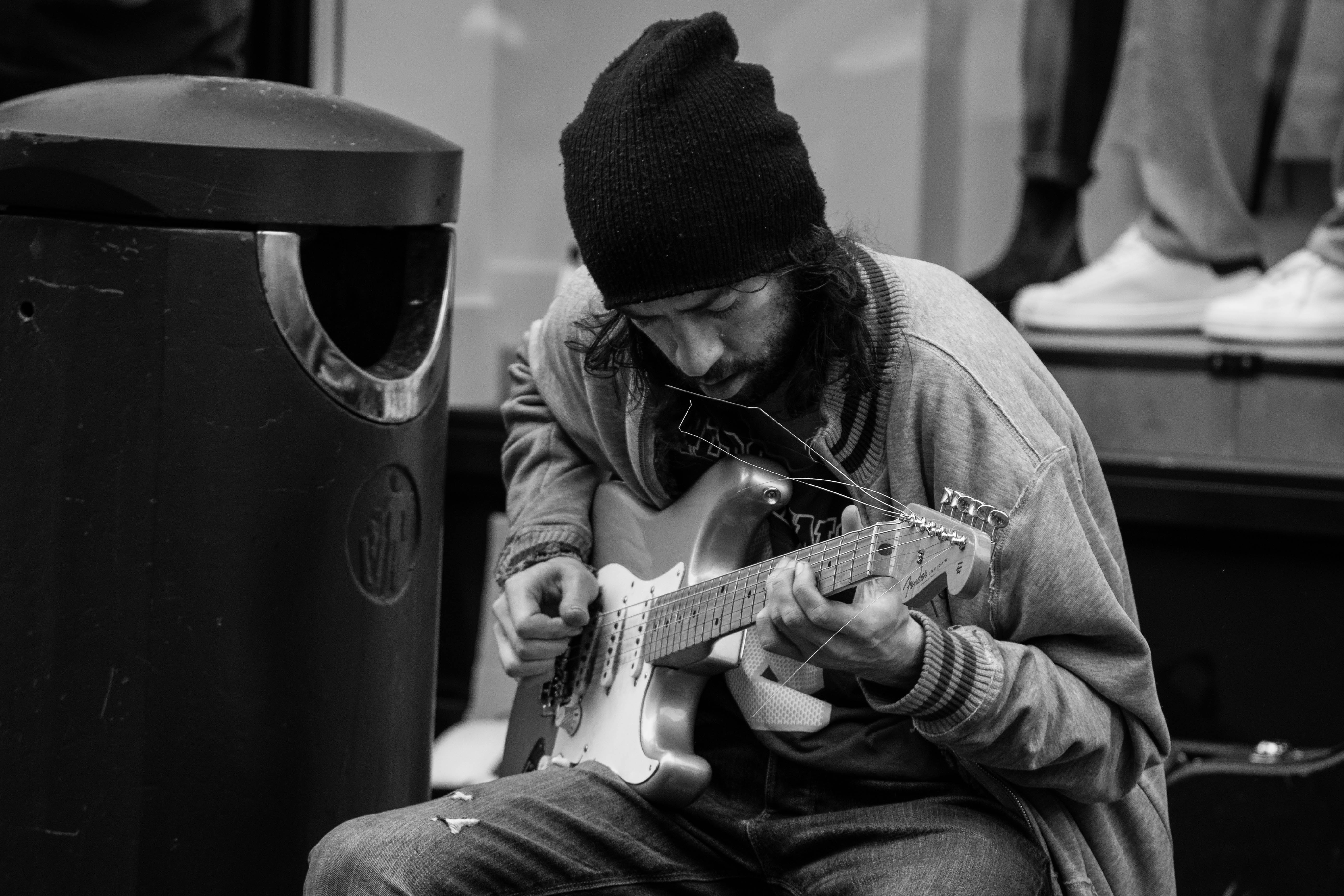
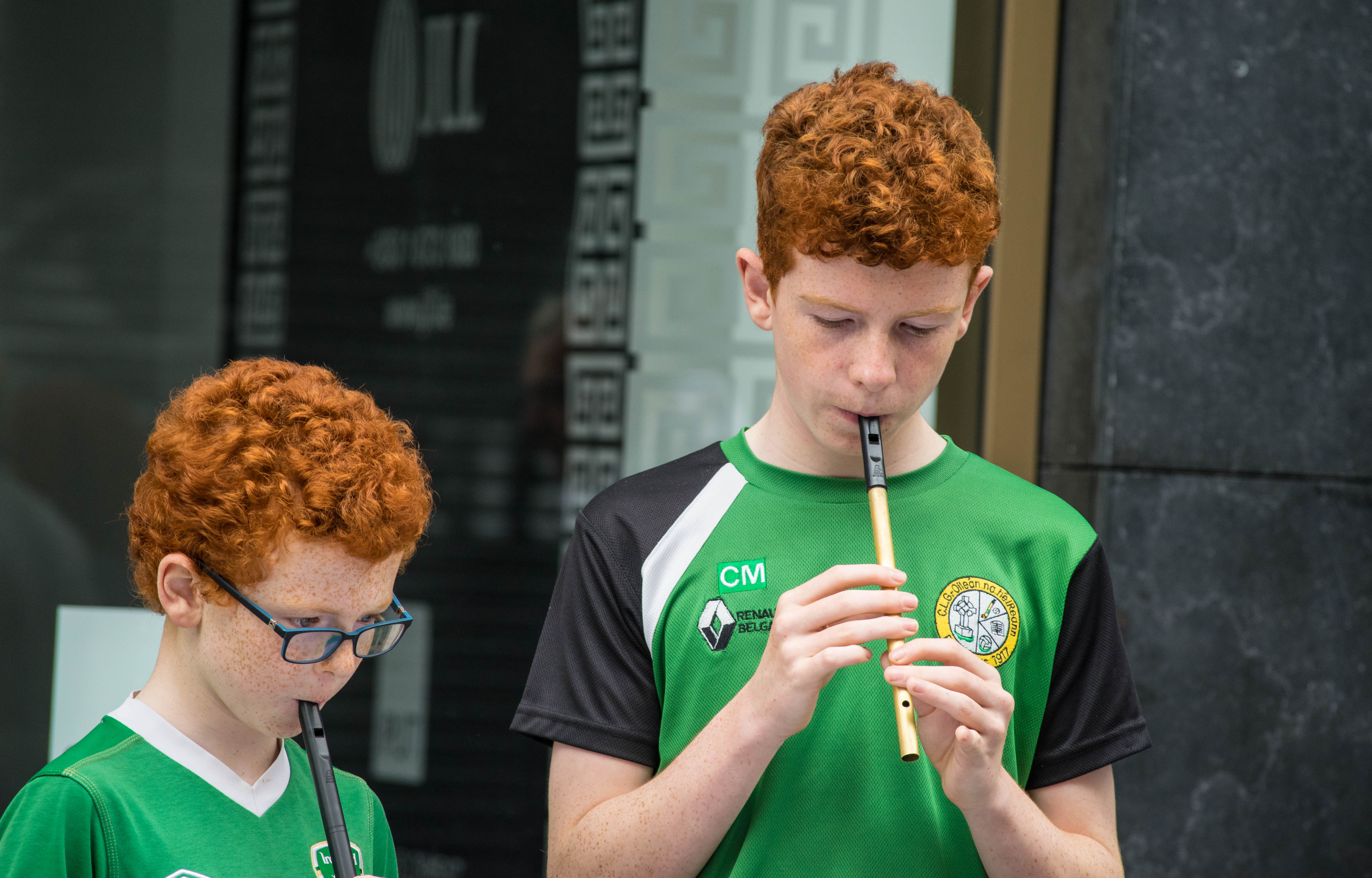
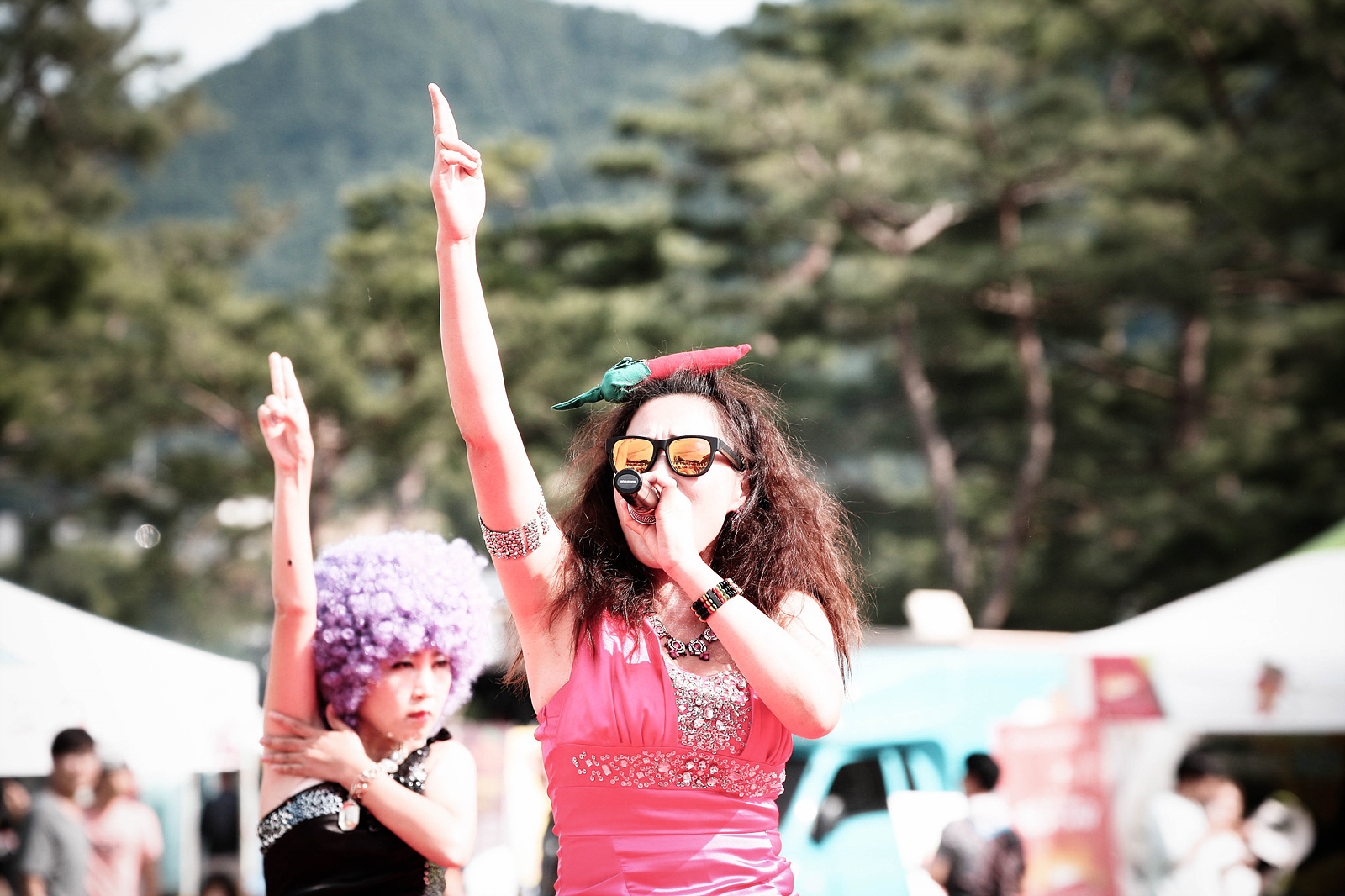
길거리 버스킹의 모습(충북 괴산군)

## 같이 보기
- 페라라 버스커스 페스티벌(Ferrara Buskers Festival) - 이탈리아 북부 소도시 페라라의 거리공연 페스티벌

대한민국 서울에서는 홍대입구, 건대입구, 대학로 그리고 부산에서는 해운대 등 특정 유명 거리에서 버스킹을 하는 사람들을 쉽게 접할 수가 있다. 지방에서는 축제나 이벤트를 통해서 버스킹이 활발하다.